# Howaia yanbeiensis
Espèce
Synonymes
- Nesticella yanbeiensis Lin, Ballarin & Li, 2016

Howaia yanbeiensis est une espèce d'araignées aranéomorphes de la famille des Nesticidae.

## Distribution
Cette espèce est endémique du Guangxi en Chine,. Elle se rencontre dans le xian de Lingchuan dans la grotte Yanbei.

## Description
Le mâle holotype mesure 2,94 mm et la femelle paratype 3,36 mm.

## Systématique et taxinomie
Cette espèce a été décrite sous le protonyme Nesticella yanbeiensis par Lin, Ballarin et Li en 2016. Elle est placée dans le genre Howaia par Sherwood, Jocqué, Henrard et Fowler en 2023.

## Étymologie
Son nom d'espèce, composé de yanbei et du suffixe latin -ensis, « qui vit dans, qui habite », lui a été donné en référence au lieu de sa découverte, la grotte Yanbei.

## Publication originale
- Lin, Ballarin & Li, 2016 : « A survey of the spider family Nesticidae (Arachnida, Araneae) in Asia and Madagascar, with the description of forty-three new species. » ZooKeys, no 627, p. 1-168.